# Ransbach-Baumbach (Verbandsgemeinde)

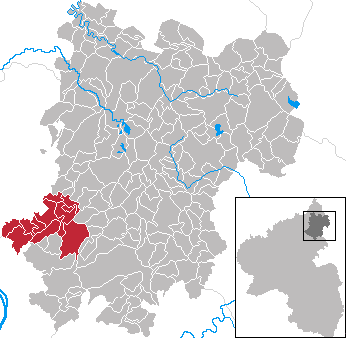
Localização

Ransbach-Baumbach é um Verbandsgemeinde ("associação municipal") no distrito Westerwaldkreis na Renânia-Palatinado, Alemanha. A sede da Verbandsgemeinde está em Ransbach-Baumbach.
O Verbandsgemeinde de Ransbach-Baumbach é composto pelos seguintes Ortsgemeinden ("municípios locais"):
1. Alsbach
2. Breitenau
3. Caan
4. Deesen
5. Hundsdorf
6. Nauort
7. Oberhaid
8. Ransbach-Baumbach
9. Sessenbach
10. Wirscheid
11. Wittgert